# Cité Lafayette (Évreux)
 (mars 2025).
La cité Lafayette, à Évreux, est construite en 1946 pour accueillir les militaires qui occupent la France de 1944 à 1966 d'origine américaine. Ils dépendent alors de l'armée américaine puis du commandement intégré de l'OTAN dans le cadre de la guerre froide de 1948 à 1991. Ces lotissements de maisons d'architecture georgienne (état des États-Unis d'Amérique) typiques des maisons américaines sont situés dans le quartier Saint-Michel d'Évreux en Normandie dans le département de l'Eure en France.

## Origines
La présence américaine à Évreux a pour origine le débarquement de juin 1944, date à laquelle les Américains libèrent la France avec le concours de la France libre de quatre longues années d'occupation dues à l'Allemagne nazie et son allié, le régime de Vichy. Les troupes américaines, afin de pacifier, moderniser et démocratiser la France, s'installent à Évreux dans le quartier Saint-Michel. En 1946 commence alors la reconstruction d'Évreux avec des fonds de la ville de Grenoble (d'où une rue à Évreux appelée rue de Grenoble) et l'argent du reconvert program ou plan Marshall des États-Unis d'Amérique, afin de reconstruire l'Europe de l'Ouest. En 1963, les troupes américaines entraînent une lassitude de la part des Ébroïciens, le maire d'Évreux d'alors Armand Mandle joue le rôle de temporisateur,. L'arrivée du souverainiste de droite Charles de Gaulle, fondateur de la Cinquième République en 1958, entraîne une prise de distance vis-à-vis des États-Unis d'Amérique, tout en restant géopolitiquement dans le bloc occidental. Néanmoins, il sort du commandement intégré de l'OTAN en 1966.

## Aspect social et architectural
Après le départ des Américains en 1966, elle est investie par des militaires français puis par des civils. Elle est en 2020 réhabilitée par les autorités municipales d'Évreux. Ce quartier témoigne de ce qu'ont apporté les militaires américains en 1944 en France en tant que devoir de mémoire et de ce qui est préservé par les pouvoirs publics qui souhaitent le labelliser « patrimoine du XXe siècle ».